# (7338) 1990 VJ3
1990 في جاي 3 (ويعرف أيضًا باسم (7338) 1990 في جاي 3 وفق تسمية الكوكب الصغير) (بالإنجليزية: 1990 VJ3)‏ هو كويكب ضمن حزام الكويكبات؛ وترتيبه 7338 من حيث الاكتشاف.
اكتُشف هذا الجُرم الفلكي بواسطة Minoru Kizawa ‏ في 12 نوفمبر 1990.

## وصلات خارجية
- (7338) 1990 VJ3 في قاعدة بيانات مختبر الدفع النفاث لأجرام النظام الشمسي الصغيرة

- الاكتشاف · مخطط المدار ·  العناصر المدارية · المعلمات المادية

- (7338) 1990 VJ3 على موقع ويكي سكاي: DSS2, SDSS, GALEX, IRAS, Hydrogen α, X-Ray, Astrophoto, Sky Map, Articles and images